# Scuola di Pont-Aven

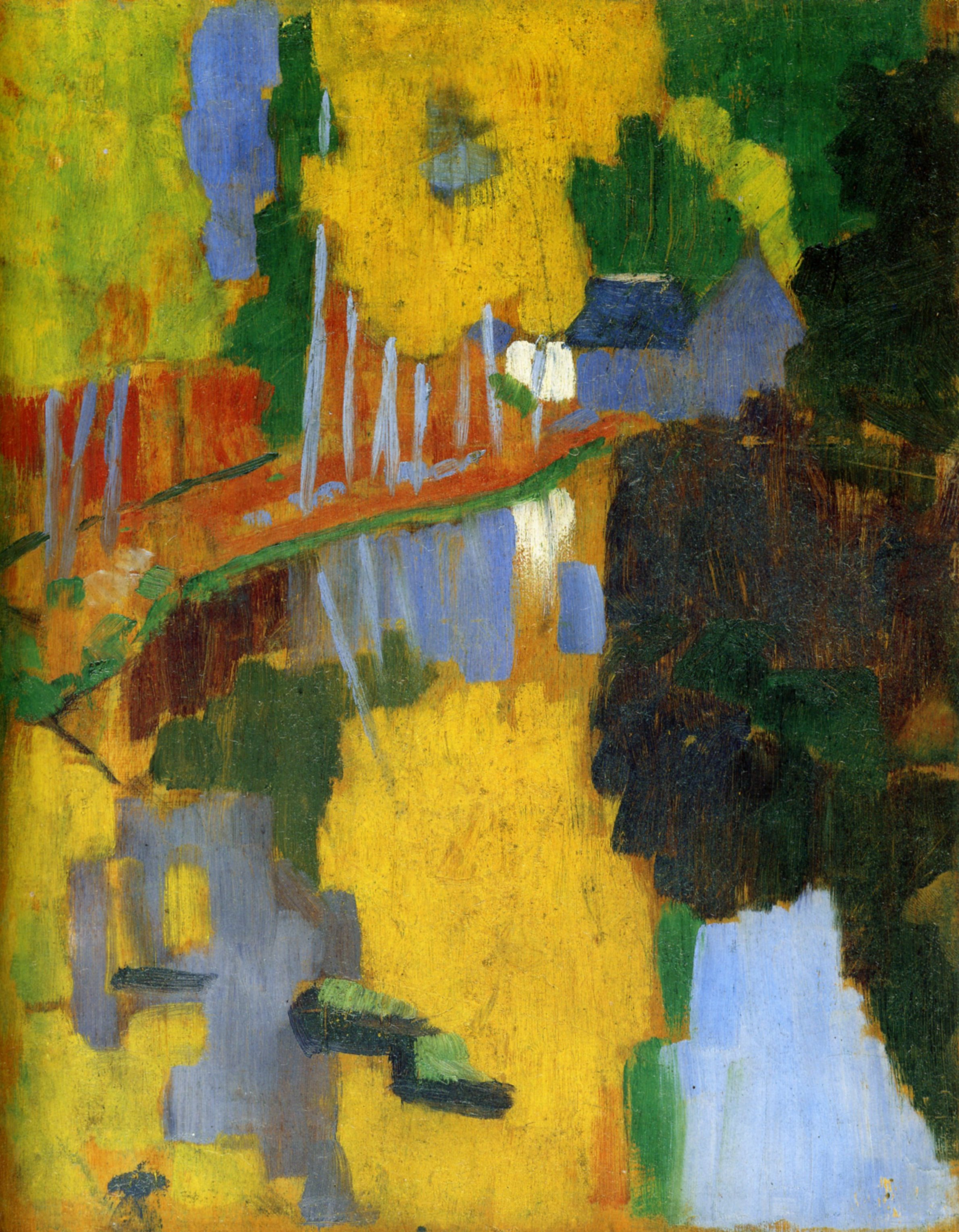
Paul Sérusier, Il talismano, 1888; olio su tavola, 27 x 22 cm; Parigi, Museo d'Orsay

Con la denominazione Scuola di Pont-Aven si indica un folto gruppo di pittori simbolisti che operarono nell'omonimo villaggio bretone nella seconda metà dell'Ottocento. Tali artisti, guidati da Paul Gauguin, furono: Émile Bernard, Charles Laval, Henry Moret, Maxime Maufra, Paul Sérusier, Charles Filiger, Meyer de Haan, Armand Seguin, Ernest de Chamaillard, l'irlandese Roderic O'Conor e altri.

## Origine e sviluppo di un linguaggio sintetista-simbolista
Nell'elaborazione del loro linguaggio espressivo, gli artisti di Pont-Aven furono profondamente influenzati dai fenomeni del primitivismo e dell'esotismo affermatisi proprio in quegli anni. Negli ultimi anni dell'Ottocento il disagio maturato durante lo stesso secolo, improntato essenzialmente sul mito del progresso, porta molti artisti ad avere la necessità di un confronto con culture differenti da quella occidentale. La fine del XIX secolo vede la riscoperta delle antiche civiltà e la scoperta di modelli esotici e lontani, quali l'arte primitiva africana e gli espedienti formali utilizzati da artisti giapponesi, come Hiroshige e Hokusai, nelle loro stampe.

## Da Pont-Aven ai Nabis
Gauguin ebbe una notevole influenza sull'allora giovane Paul Sérusier, il quale diede vita insieme ad alcuni amici al gruppo dei Nabis, un insieme di artisti che, promuovendo le idee artistiche di Gauguin, gettò le basi per la nascita dell'Art Nouveau.

## Opere
- Paul Sérusier, Il talismano, 1888; olio su tavola, 27 x 22 cm; Parigi, Museo d'Orsay